# Alzati BG! Stiamo Arrivando!
Alzati BG! Stiamo Arrivando! (in bulgaro Изправи се.БГ! Ние идваме!?, Izpravi se.BG! Nie idvame!), fino al 20 luglio 2021 denominata Alzati! Fuori i criminali! (in bulgaro Изправи се! Мутри вън!?, Izpravi se! Mutri van!), è stata un'alleanza politica bulgara guidata dall'ex difensore civico Maya Manolova e formata dai seguenti partiti e movimenti:
- Alzati.BG (in bulgaro Изправи се.БГ?, Izpravi se.BG)
- Il Trio Velenoso (in bulgaro Отровното трио?, Otrovnoto trio)
- Movimento 21 (in bulgaro Движение 21?, Dvizhenie 21)
- Movimento "Cittadini per la Bulgaria" (in bulgaro Движение „България на гражданите?, Bulgariya na grazhdanite)
- Partito Popolare Unito (in bulgaro Обединена народна партия?)
- Unione Nazionale Agraria (in bulgaro земеделски народен съюз?, Zemedelski Naroden Sajuz)
- Volt Bulgaria (in bulgaro Волт България?)

La seconda parte del nome ("Fuori i criminali!") è stata ripresa direttamente dalle ultime parole del Presidente della Repubblica Rumen Radev nel suo discorso del 9 luglio 2020 di fronte alla folla riunita, che è stato uno dei fattori che ha scatenato le proteste antigovernative del 2020–2021. Nel suo discorso Radev aveva chiesto l'espulsione della mafia bulgara dall'esecutivo e dalla magistratura.
L'alleanza ha ottenuto il 4,72% dei voti e 14 seggi alle elezioni parlamentari del 4 aprile 2021, mentre alle elezioni tenutesi l'11 luglio dello stesso anno (a seguito dei falliti tentativi dei partiti di formare un governo) ottiene il 5,01% dei voti e 13 seggi.

## Risultati elettorali
| Elezioni                | Voti    | %    | Seggi    |
| ----------------------- | ------- | ---- | -------- |
| Parlamentari 2021 (I)   | 150.940 | 4,72 | 14 / 240 |
| Parlamentari 2021 (II)  | 136.879 | 5,01 | 13 / 240 |
| Parlamentari 2021 (III) | 60.055  | 2,26 | 0 / 240  |
| Parlamentari 2022       | 25.207  | 0,97 | 0 / 240  |

## Simboli

Simbolo fino al 20 luglio 2021
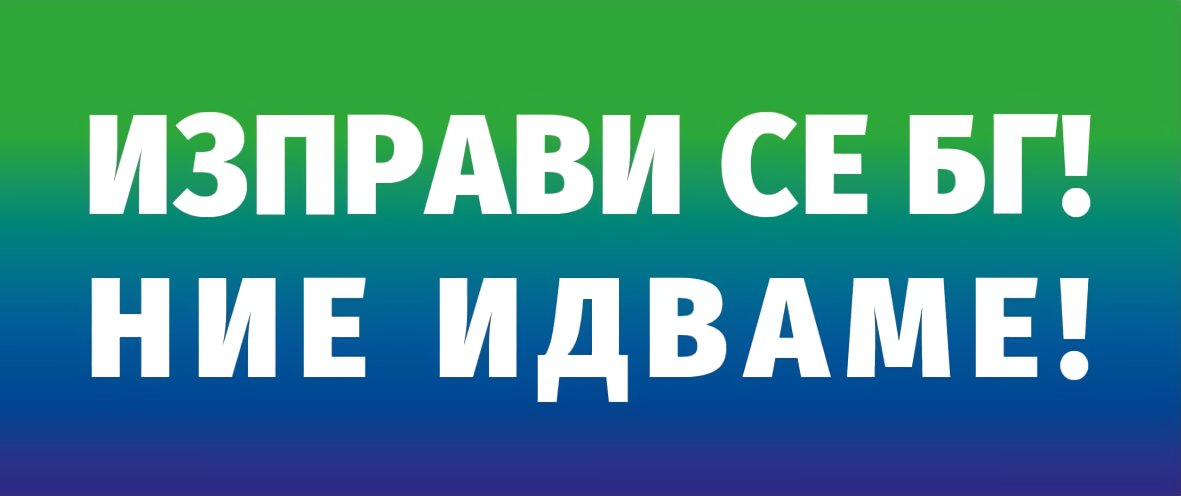
Simbolo dal 20 luglio 2021